# Epacris reclinata
Epacris reclinata är en ljungväxtart som beskrevs av Allan Cunningham och George Bentham. Epacris reclinata ingår i släktet Epacris och familjen ljungväxter. Inga underarter finns listade i Catalogue of Life.